# Maccullochella macquariensis
Maccullochella macquariensis é um peixe da família Percichthyidae. Pode ser encontrada no sudoeste do sistema hidrográfico de Murray-Darling na Austrália.